# Peter Kasper (Eishockeyspieler)
Peter Kasper (* 20. Dezember 1974 in Klagenfurt am Wörthersee) ist ein ehemaliger österreichischer Eishockeyspieler und heutiger -trainer, der dreimal österreichischer Meister wurde und mit der Nationalmannschaft des Alpenlandes an den Olympischen Winterspielen 2002 teilnahm. Sein Sohn Marco ist ebenfalls österreichischer Nationalspieler.

## Karriere
Der gebürtige Kärntner Peter Kasper begann beim Klagenfurter AC mit dem Eishockey. Er debütierte 1990 für den Klub in der österreichischen Bundesliga und wurde mit dem KAC 1991 auf Anhieb österreichischer Meister. Bis 1999 blieb er dem Klub aus seiner Heimatstadt treu und wechselte dann in die Vereinigten Staaten, wo er für die Florida Everblades in der East Coast Hockey League spielte. Nach nur einer Spielzeit kehrte er in seine alpenländische Heimat zurück und spielte bis 2004 für den HC Innsbruck. Die beiden Folgejahre verbrachte er bei den Vienna Capitals, mit denen er 2005 seinen zweiten Meistertitel errang. Nachdem er mit den Red Bulls Salzburg 2007 seine dritte Meisterschaft gewonnen hatte, wechselte er zum DEK Klagenfurt in die drittklassige Oberliga und beendete dort 2008 seine aktive Laufbahn.
Seit 2018 ist er als Assistenztrainer im Nachwuchsbereich des Klagenfurter AC beschäftigt.

### International
Im Juniorenbereich nahm Kasper zunächst an den U18-B-Europameisterschaften 1990 und 1992 teil. Mit der U20-Auswahl spielte er bei den Junioren-B-Weltmeisterschaften 1991, 1993 und 1994.
Sein Turnierdebüt in der Herren-Nationalmannschaft gab er bei der Heim-Weltmeisterschaft in Wien 1996. Auch an den Weltmeisterschaften 1999, 2000, 2001 und 2003 nahm er teil. Zudem vertrat er seine Farben bei den Olympiaqualifikationsturnieren für 1998 und 2002 und den Winterspielen in Salt Lake City 2002 selbst.

## Erfolge und Auszeichnungen
- 1991 Österreichischer Meister mit dem Klagenfurter AC
- 2005 Österreichischer Meister mit den Vienna Capitals
- 2007 Österreichischer Meister mit dem EC Red Bulls Salzburg